# Plac Troicki w Petersburgu (Wyspa Piotrogrodzka)

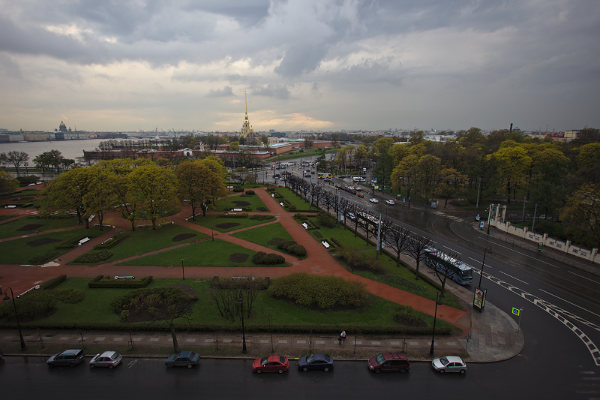
Widok ogólny placu, w tle widoczna Twierdza Pietropawłowska

Plac Troicki (ros. Троицкая площадь, Troickaja płoszczad’) – plac w Petersburgu, na Wyspie Piotrogrodzkiej. W latach 1918–1923 nosił nazwę placu Komuny, następnie od 1923 do 1991 r. placu Rewolucji. Był to pierwszy wytyczony plac w budowanym Petersburgu, a w pierwszych latach istnienia miasta jego centrum.

## Położenie
Plac znajduje się w południowej części Wyspy Piotrogrodzkiej, przy zjeździe z Mostu Troickiego. Początek na nim bierze Prospekt Kamiennoostrowski, od placu odchodzi ulica Kujbyszewa.

## Historia

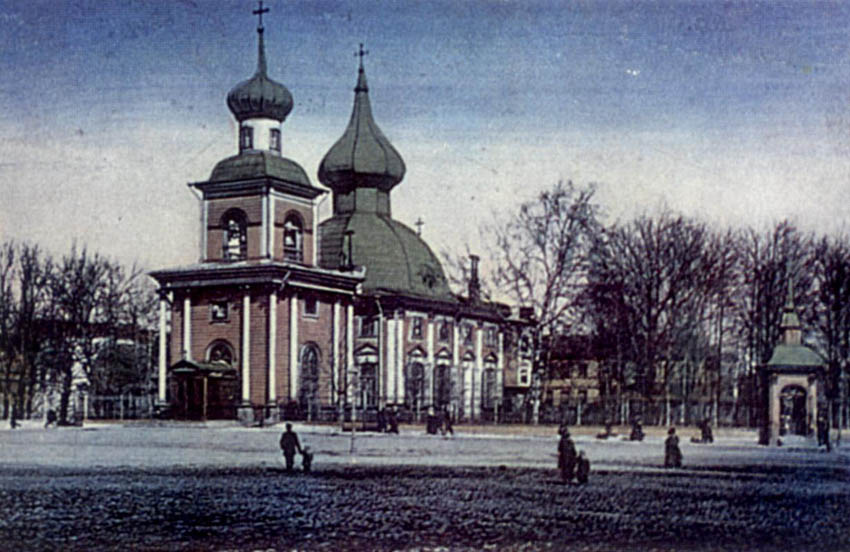
Cerkiew Trójcy Świętej znajdowała się na placu, który wziął od niej swoją nazwę, od 1711 do 1929 r.

Plac został wytyczony na początkowym etapie prac nad budową Petersburga, na północ od Twierdzy Pietropawłowskiej. W pierwszych latach istnienia miasta stanowił centrum całego rozwijającego się Petersburga, przy nim znajdowała się pierwsza siedziba Senatu i Synodu. Przy placu otwarto również carski szynk, pierwszy w mieście targ oraz pierwszy dom handlowy (Gostinyj dwor) – czteroskrzydłowy drewniany budynek. Już w 1711 r. targ przeniesiono na położony bardziej na południe Plac Sytny. W latach 1709–1711 przy placu zbudowano drewnianą cerkiew Trójcy Świętej. Po 1716 r. car, wskazując priorytetowe kierunki rozwoju zabudowy wznoszonego miasta, polecił nadal zagospodarowywać Wyspę Piotrogrodzką (ówcześnie Petersburską). Jednak już na początku lat 30. XVIII w. Plac Troicki i cała wyspa straciły na znaczeniu, gdyż nowym centrum Petersburga stał się rejon Admiralicji. Natomiast pierwsze budynki Senatu i Synodu w 1718 r. strawił pożar. Na placu nadal jednak odbywały się parady wojskowe, pokazy sztucznych ogni, uroczystości państwowe i cerkiewne, a także publiczne egzekucje. W połowie XVIII w. i na początku XIX w. plac zabudowano magazynami.

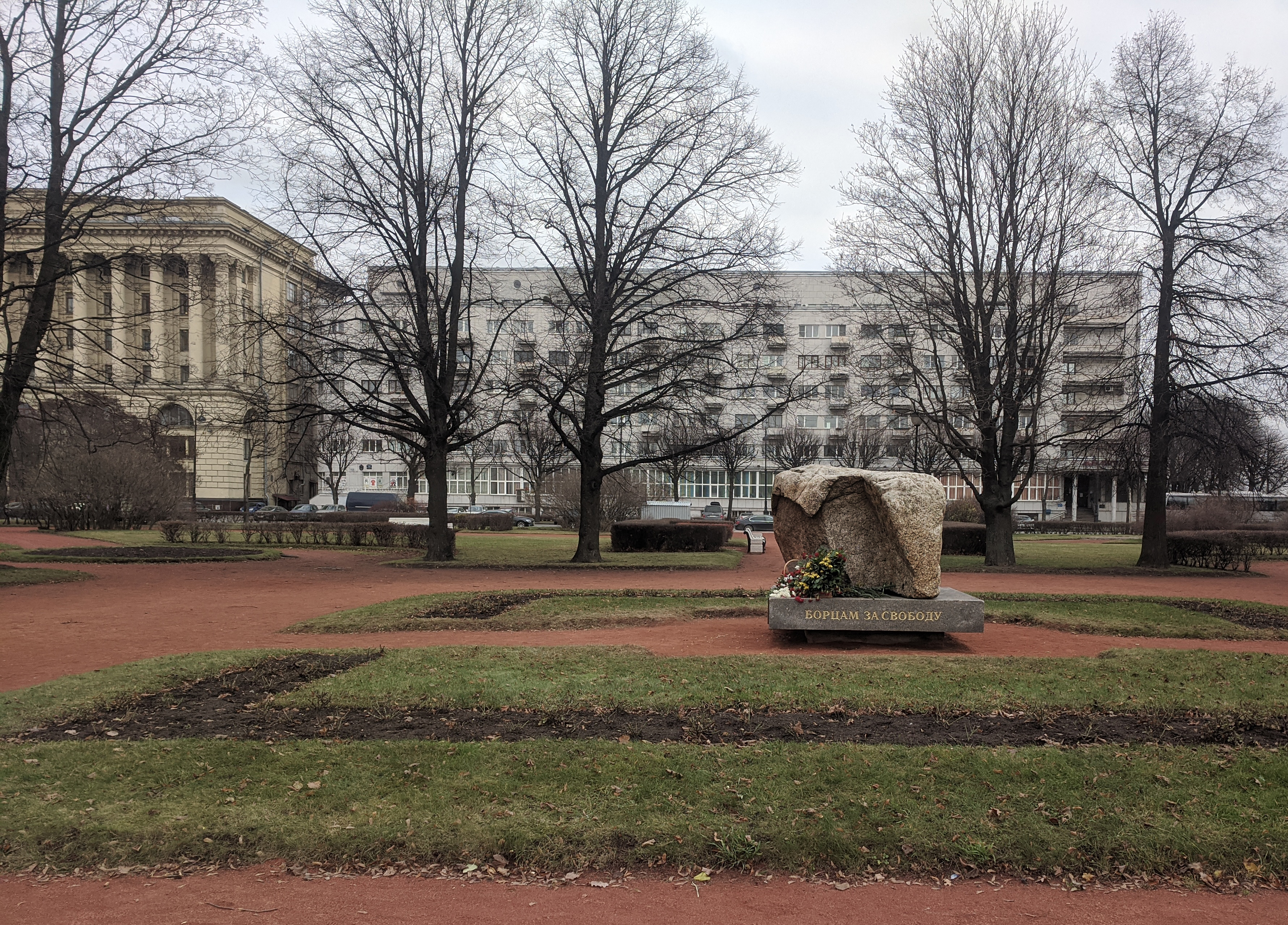
Dom byłych więźniów katorgi oraz petersburski Kamień Sołowiecki

W latach 1844–1845 na placu urządzono teren zielony – Park Aleksandrowski. W 1903 r. oddano do użytku Most Troicki, który połączył Wyspę Petersburską i plac z przeciwległym brzegiem Newy. Dwa lata później, podczas krwawej niedzieli, na placu doszło do jednej z masakr robotników, którzy w pokojowej demonstracji zamierzali udać się z petycją do cara Mikołaja II. Podczas rewolucji lutowej 1917 r., a także w kolejnych miesiącach na placu wielokrotnie odbywały się mityngi i zgromadzenia, m.in. w związku z tym, iż w położonej przy placu willi Matyldy Krzesińskiej rozlokowało się kierownictwo partii bolszewickiej. 3 i 4/16 i 17 lipca na placu gromadzili się żołnierze i marynarze, którzy wzywali bolszewików do natychmiastowej próby przejęcia władzy.
W latach 1929–1933 przy placu pod nr 1 wzniesiono dom dla byłych więźniów politycznych i osadzonych na katordze. Wcześniej, w 1929 r. zburzono cerkiew Trójcy Świętej.
W 1990 r. na placu, przed domem byłych więźniów katorgi, ustawiono kamień pamięci ofiar represji politycznych w Leningradzie (Kamień Sołowiecki).